# Shigeki Wakabayashi
Shigeki Wakabayashi (japanska: 若林 重喜?, Wakabayashi Shigeki), född den 24 december 1966 i Saiki i Ōita, är en japansk före detta basebollspelare som tog brons för Japan vid olympiska sommarspelen 1992 i Barcelona. Han var tredjebasman och deltog i alla nio matcher i turneringen, där han hade ett slaggenomsnitt på 0,394, två homeruns och sex RBI:s.